# Archäologischer Garten von Saint-Acheul

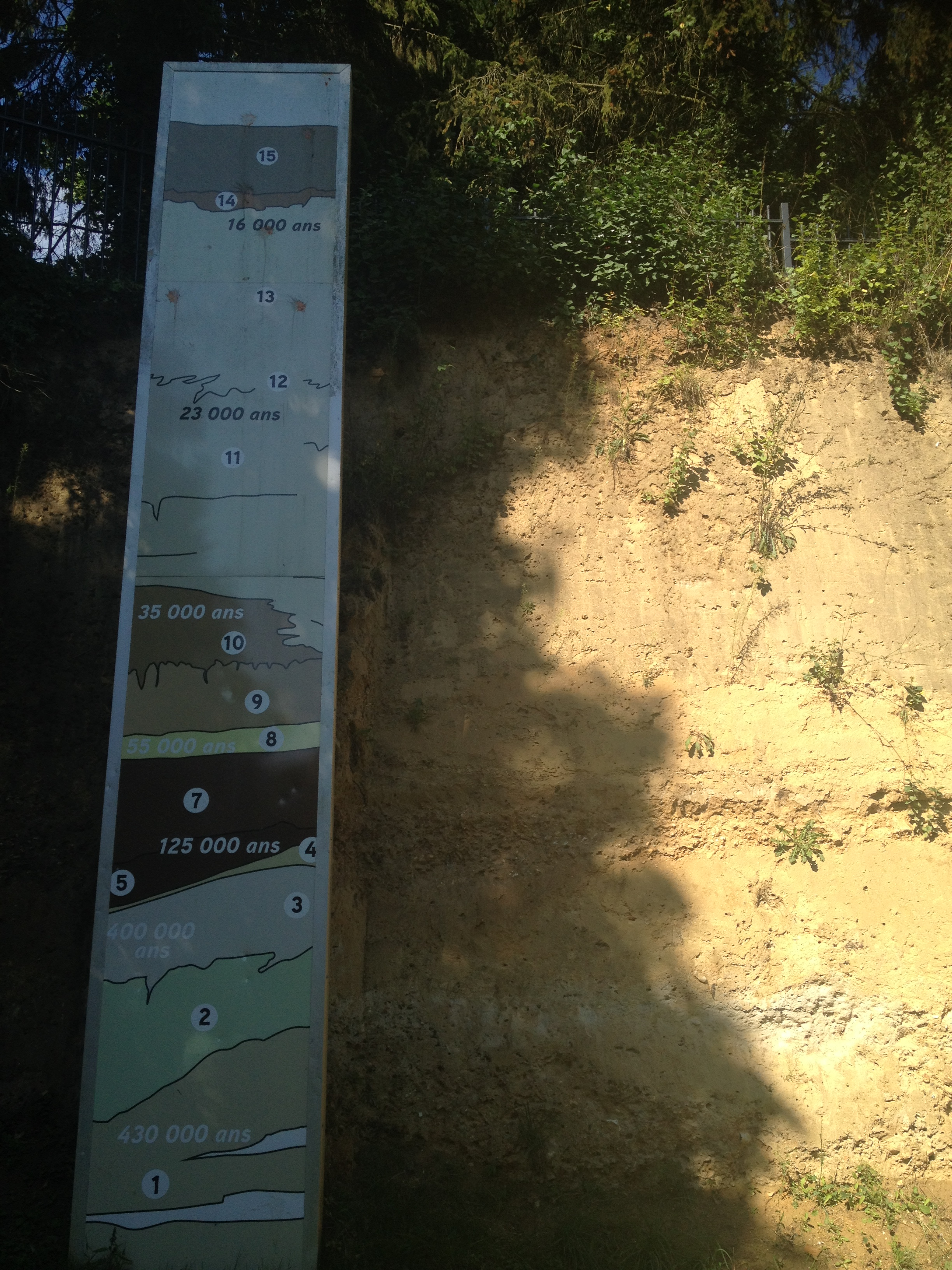
Schauprofil

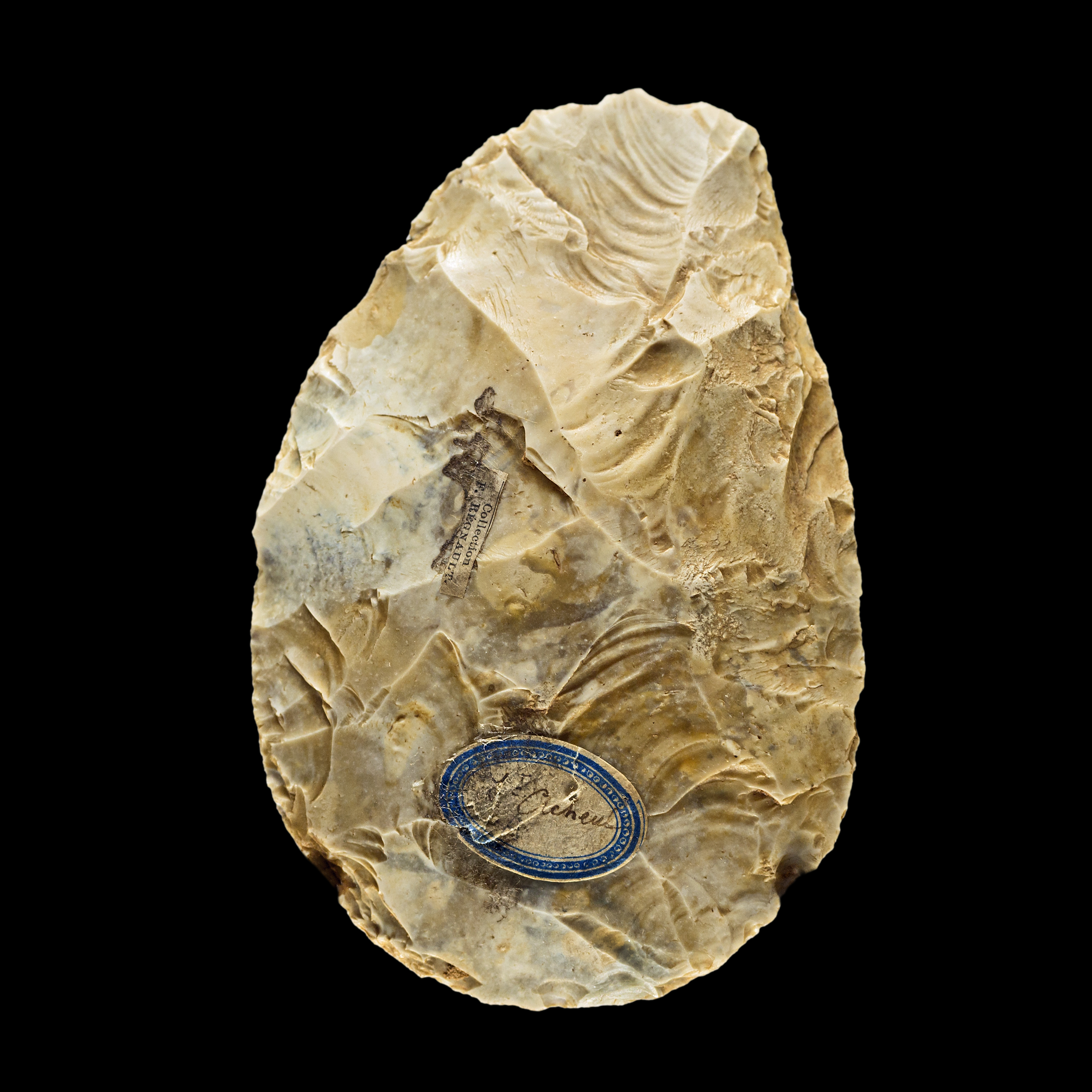
Werkzeug des Acheuléen

Der Archäologische Garten von Saint-Acheul (französisch Jardin archéologique de Saint Acheul) liegt in der „Rue Raymond Gourdain“ in Amiens in der französischen Region Hauts-de-France. Bei der Beobachtung des Kiesabbaus von Schottern der Somme entdeckte der Hobby-Forscher Jacques Boucher de Perthes 1838 die ersten Faustkeile, die aber erst etwa 20 Jahre später von der wissenschaftlichen Gemeinde als Beweis für die Existenz des eiszeitlichen Menschen akzeptiert wurden. Die fundführenden Schichten wurden später naturwissenschaftlich auf ein Alter zwischen etwa 200.000 und 160.000 Jahren datiert. Gabriel de Mortillet benannte im Jahre 1867 bei der Einrichtung des Musée des Antiquités Nationales nach diesen Funden die archäologische Kultur des Acheuléen (Publikation 1869).
Der Archäologische Garten zeigt das Leben der Anwohner der Somme seit etwa 450.000 Jahren, was dem Alter des basalen Teils der Schichtenfolge mit ältesten menschlichen Artefakten entspricht. An dem 23 m breiten geologischen Schauprofil wird die stratigraphische Abfolge beschrieben. Hinzu kommt ein Lehrpfad mit verschiedenen Informationstafeln zur Geologie, zum Klima sowie zur eiszeitlichen Flora und Fauna. Ein 19 m hoher Aussichtsturm ermöglicht den Blick über das Tal der Somme. Das Team des Archäologischen Gartens zeigt den Besuchern die prähistorische Methode ein Feuer zu entfachen und die Technik der Feuersteinbearbeitung.